# New Douglas Park
El New Douglas Park es un estadio de fútbol ubicado en la ciudad de Hamilton en Escocia, fue inaugurado en 2001 sustituyendo al antiguo Douglas Park, es el estadio del club Hamilton Academical FC que disputa la Premier League de Escocia.
El New Douglas Park posee una capacidad para 6.070 espectadores, el requisito mínimo impuesto por la liga es de 6000 asientos. El máximo registro de asistencia es 5.895, logrado para un juego entre Hamilton Academical contra Glasgow Rangers el 28 de febrero de 2009.